# Kanton Cadours
Der Kanton Cadours war bis 2015 ein französischer Wahlkreis im Arrondissement Toulouse, im Département Haute-Garonne und in der Region Midi-Pyrénées; sein Hauptort war Cadours. Sein Vertreter im Generalrat des Départements für die Jahre 2004 bis 2010 war Alain Julian.
Der 16 Gemeinden umfassende Kanton hatte 5398 Einwohner (Stand: 2012) auf 157 km²

## Gemeinden
| Gemeinde                | Einwohner Jahr | Fläche km² | Bevölkerungsdichte | Postleitzahl | Code INSEE |
| ----------------------- | -------------- | ---------- | ------------------ | ------------ | ---------- |
| Bellegarde-Sainte-Marie | 209 (2013)     | –          | – Einw./km²        | 31530        | 31061      |
| Bellesserre             | 101 (2013)     | –          | – Einw./km²        | 31480        | 31062      |
| Brignemont              | 391 (2013)     | –          | – Einw./km²        | 31480        | 31090      |
| Cabanac-Séguenville     | 161 (2013)     | –          | – Einw./km²        | 31480        | 31096      |
| Cadours                 | 1092 (2013)    | –          | – Einw./km²        | 31480        | 31098      |
| Caubiac                 | 355 (2013)     | –          | – Einw./km²        | 31480        | 31126      |
| Cox                     | 343 (2013)     | –          | – Einw./km²        | 31480        | 31156      |
| Drudas                  | 199 (2013)     | –          | – Einw./km²        | 31480        | 31164      |
| Garac                   | 171 (2013)     | –          | – Einw./km²        | 31480        | 31209      |
| Lagraulet-Saint-Nicolas | 267 (2013)     | –          | – Einw./km²        | 31480        | 31265      |
| Laréole                 | 159 (2013)     | –          | – Einw./km²        | 31480        | 31275      |
| Le Castéra              | 833 (2013)     | –          | – Einw./km²        | 31530        | 31120      |
| Le Grès                 | 406 (2013)     | –          | – Einw./km²        | 31480        | 31234      |
| Pelleport               | 545 (2013)     | –          | – Einw./km²        | 31480        | 31413      |
| Puysségur               | 137 (2013)     | –          | – Einw./km²        | 31480        | 31444      |
| Vignaux                 | 119 (2013)     | –          | – Einw./km²        | 31480        | 31577      |

## Bevölkerungsentwicklung
| 1962 | 1968 | 1975 | 1982 | 1990 | 1999 | 2006 |
| ---- | ---- | ---- | ---- | ---- | ---- | ---- |
| 3469 | 3223 | 3165 | 3195 | 3400 | 3757 | 4661 |